# Ohtrich
Ohtrich († 7. Oktober 981 in Benevent) war Theologe, Hofkapellan, Philosoph und Gelehrter.

## Leben
Über die Jugend und die Herkunft Ohtrichs ist nichts bekannt. Ohtrich war ein Schüler von Erzbischof Adalbert von Magdeburg an der Magdeburger Domschule am Magdeburger Dom. Ohtrich übernahm dann die Leitung dieser Schule und führte sie zu großer Bekanntheit und Bedeutung. Zu den Schülern Othrichs gehörten Wigbert von Merseburg, Adalbert von Prag, Bruno von Querfurt, Thietmar von Merseburg und der spätere Bremer Domscholaster Thiadhelm.
978 wurde Ohtrich Hofkapellan, trat in die Hofkapelle Ottos II. ein und verließ Magdeburg.
Im Januar 981 begab sich Ohtrich nach Ravenna zur Durchführung einer Disputation mit dem bedeutenden Theologen und Gelehrten Gerbert von Aurillac und dem Kaiser Otto II. Die Disputation befasste sich mit Fragen der Einteilung der Philosophie und dem Verhältnis von Mathematik und Physik. Anwesend waren auch Adalbero von Reims und Adso von Montier-en-Der. In dem Streitgespräch soll Ohtrich jedoch dem späteren Papst Gerbert von Aurillac (Silvester II.) nicht gewachsen gewesen sein.
Nach dem Tod des Erzbischofs Adalbert von Magdeburg wurde Ohtrich vom Domkapitel im Sommer 981 zu dessen Nachfolger gewählt. Adalbert hatte sich zu Lebzeiten gegen diese Nachfolge ausgesprochen. Otto II. stimmte der Wahl jedoch nicht zu. Das Bistum Merseburg sollte aufgelöst werden, und er wollte den bisherigen Bischof von Merseburg, Giselher, als Nachfolger, der sich dann auch tatsächlich gegen Ohtrich durchsetzte.
Kurze Zeit später verstarb Ohtrich.
Die Stadt Magdeburg benannte zu seinen Ehren nach der Wende die ehemalige Walter-Husemann-Straße im Stadtteil Neustädter Feld in Othrichstraße um.